# Petite ciguë
Pour les articles homonymes, voir Ciguë.
Aethusa cynapium
Espèce
Classification phylogénétique
Statut de conservation UICN

 LC  : Préoccupation mineure
La Petite ciguë ou Ciguë des jardins (Aethusa cynapium L., 1753), est une espèce de plantes à fleurs de la famille des Apiacées. C'est une plante herbacée annuelle trouvée en Europe, en Asie et en Afrique du Nord. Elle peut se révéler très toxique.
Elle est dite aussi éthuse ciguë, faux-persil, ciguë des moissons, persil des chiens ou ache des chiens

## Phytonymie
Le  nom du genre est celui d'Éthuse (Αἵθουσα) qui, dans la mythologie grecque, est une fille de Poséidon et de la Pléiade Alcyone. Son nom vient de αἴθω / aíthō (« enflammer »).
L'épithète spécifique cynapium  (« persil de chien ») est un mot-valise construit sur le grec κύων / kýōn (« chien ») et le latin apium (« persil »), en référence à sa ressemblance trompeuse et dangereuse avec ce condiment.
Le nom vernaculaire « ciguë » vient du latin cicula (même sens). La Petite ciguë est moins toxique que la Grande ciguë (Conium maculatum), celle qui est réputée avoir causé la mort de Socrate.

## Description

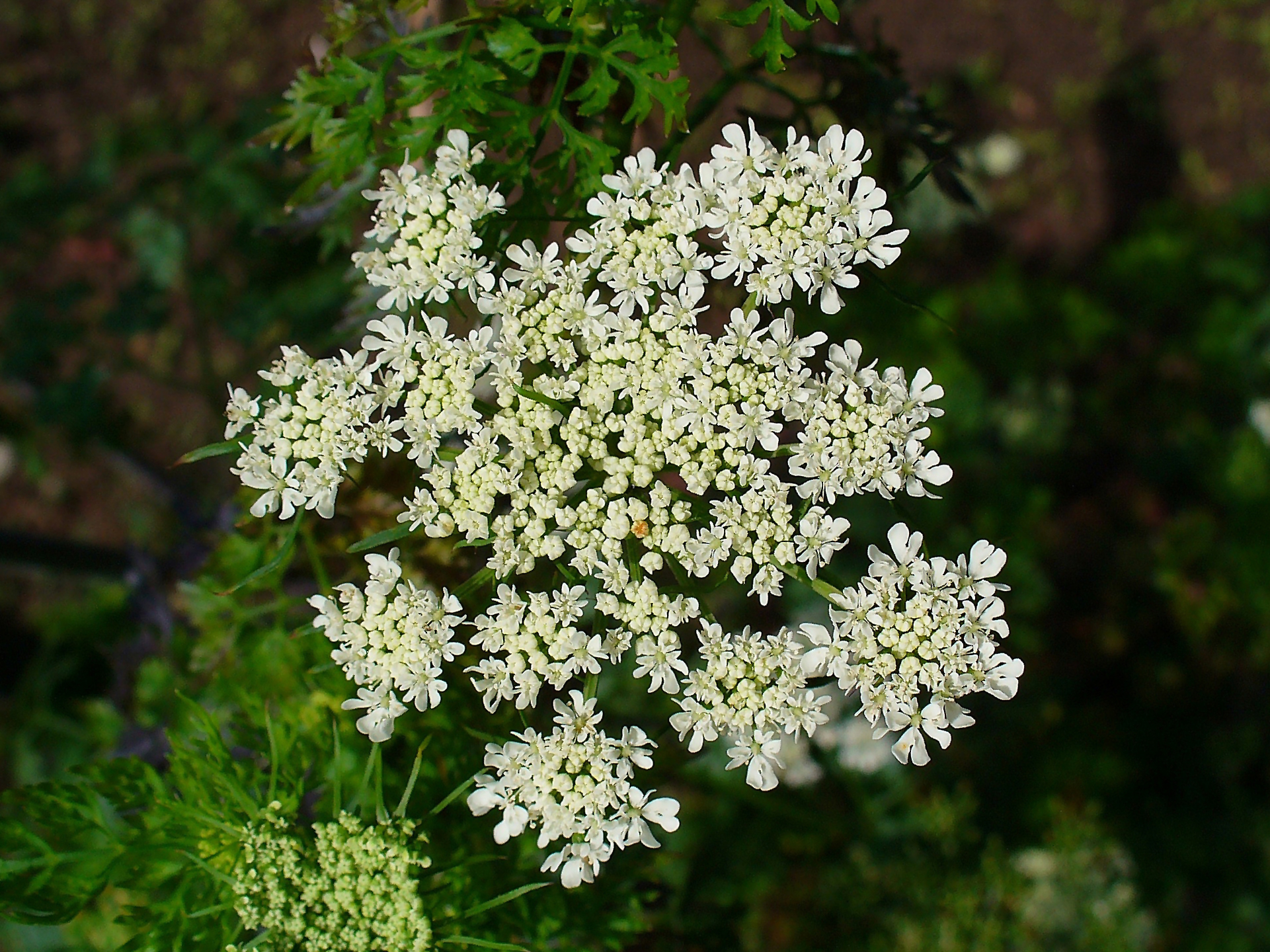
Aethusa cynapium - Inflorescence.

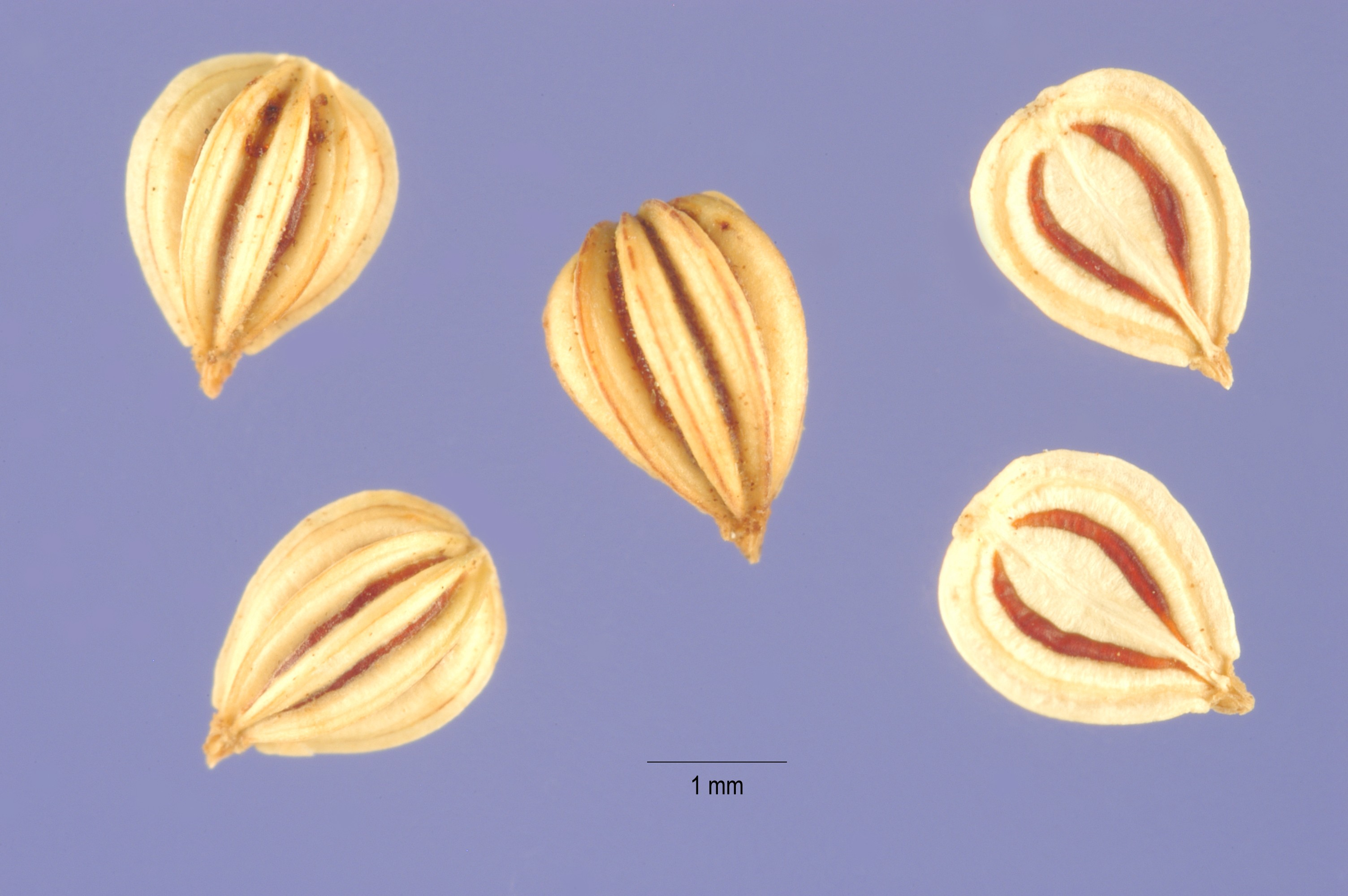
Akènes mûrs de petite ciguë.

### Appareil végétatif
Cette plante herbacée annuelle mesure de 20 à 60 cm. Plate glabre, elle est vert sombre à glauque.
Les tiges, creuses, cannelées, sont souvent marquées de lignes rougeâtres vers la base. Elles se prolongent par une racine principale pivotante.
Les feuilles de contour triangulaire, de consistance molle, sont finement divisées (composées deux ou trois fois pour les feuilles basales : 2 à 3 fois pennatiséquées) et ressemblent à celles du cerfeuil. La plante dégage une odeur désagréable, surtout quand on la froisse.

### Appareil reproductif
Les fleurs sont petites, blanches, hermaphrodites, groupées en ombelles composées d'une demi-douzaine à une dizaine de petites ombellules. Il n'y a pas de bractées mais chaque ombellule porte 1 à 5 longues bractéoles linéaires, pendantes.
Le fruit est un diakène jaune clair, de forme ovoïde, muni de dix côtes saillantes au creux parfois légèrement teinté de rouge. Il est composé de deux akènes blanc-jaunâtre qui, au niveau de la zone de contact entre eux, présentent une surface plane ou très légèrement concave, et présentant cinq stries côtelées du côté convexe. Chaque akène mesure 4 mm de longueur pour environ 2,5 mm de largeur. Ces deux akènes peuvent se séparer ou rester accolés à maturité, ce qui modifie l'aspect général de la semence.

## Développement
La température optimale de germination est de 15 à 20 °C. Les akènes germent au printemps, sous l'influence de l'augmentation de la durée des jours, formant d'abord deux cotylédons de forme elliptique, en massue, puis une rosette de feuilles bipennées palmées. De cette rosette naîtra la tige feuillée qui portera ombelles et fruits. La pollinisation des fleurs est essentiellement anémophile (réalisée par le vent), mais peut aussi être entomophile (grâce à la venue d’insectes). La reproduction est exclusivement sexuée (on ne connaît pas de stratégie de reproduction asexuée naturelle chez cette espèce).

## Répartition et habitat
Cette espèce est spontanée dans toutes les régions tempérées de l'Europe et de l'Asie occidentale (Turquie et région du Caucase). Elle est naturalisée dans les autres continents.
La plante pousse dans les endroits frais, les haies et les friches, au bord des chemins. On peut la trouver également dans les champs cultivés ("l'aethusa" est une adventice redoutée des cultures de betteraves sucrières) et les jardins.

## Statuts de protection, menaces
L'espèce n'est pas encore évaluée à l'échelle mondiale et européenne par l'UICN. En France, elle est classée comme non préoccupante .
Par un arrêté du 4 septembre 2020, l'État français donne l'obligation aux distributeurs et vendeurs de Petite ciguë d'informer leurs clients, via un étiquetage spécifique, de sa toxicité en cas d'ingestion,,.

## Taxinomie et systématique
La Petite ciguë a été scientifiquement décrite pour la première fois en 1753 par le naturaliste suédois Carl von Linné dans son ouvrage Species Plantarum.

### Sous-espèces
- Aethusa cynapium subsp. elata (Éthuse élevée, Petite ciguë élevée, Fausse petite ciguë)
- Aethusa cynapium subsp. cynapium

## Propriétés et utilisations
La plante contient dans toutes ses parties (notamment les feuilles, les fleurs et les fruits) des alcaloïdes extrêmement toxiques, dont la conine.
Le risque de confusion avec le persil, la carotte, le cerfeuil ou autre Apiaceae est réel. Toutefois, l'odeur fétide de la plante est assez différente de celle du persil ou du cerfeuil. De plus, les languettes vertes (bractéoles) situées sous chaque groupe de fleurs permettent de l'identifier sûrement.

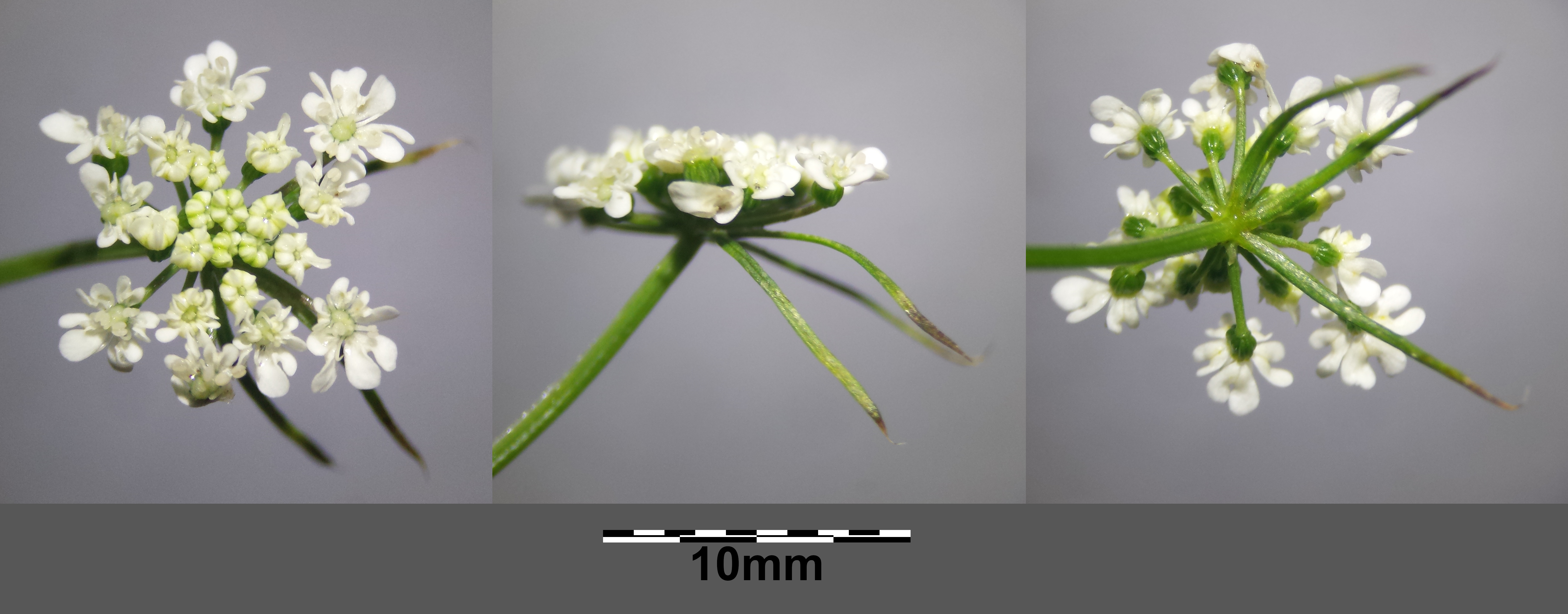
Bractérole sous les fleurs.

## Symbolique

### Calendrier républicain
- Dans le calendrier républicain, la Ciguë était le nom attribué au 18e jour du mois de germinal[12], généralement chaque 7 avril du calendrier grégorien.